# Comuna Novi Petlîkivți, Buceaci
Novi Petlîkivți (în ucraineană Нові Петликівці) este o comună în raionul Buceaci, regiunea Ternopil, Ucraina, formată din satele Novi Petlîkivți (reședința) și Pușkari.

## Demografie
Componența lingvistică a comunei Novi Petlîkivți
     Ucraineană (99,39%)
     Alte limbi (0,6%)
Conform recensământului din 2001, majoritatea populației comunei Novi Petlîkivți era vorbitoare de ucraineană (99,39%), existând în minoritate și vorbitori de alte limbi.